# Nuncia frustrata
Nuncia frustrata är en spindeldjursart som beskrevs av Forster 1954. Nuncia frustrata ingår i släktet Nuncia och familjen Triaenonychidae. Inga underarter finns listade i Catalogue of Life.